# Moonlight (film)
Moonlight är en amerikansk dramafilm från 2016, skriven och regisserad av Barry Jenkins, baserad på pjäsen In Moonlight Black Boys Look Blue av Tarell Alvin McCraney. I filmen medverkar Trevante Rhodes, André Holland, Janelle Monáe, Ashton Sanders, Jharrel Jerome, Naomie Harris och Mahershala Ali.
Filmen hade världspremiär på Telluride Film Festival den 2 september 2016 och biopremiär i USA den 21 oktober samma år. I Sverige hade filmen biopremiär den 10 februari 2017.

## Handling
Moonlight är uppdelad i tre delar av huvudkaraktären Chirons liv. I första delen handlar det om Chirons barndom. Chiron växer upp i ett fattigt område i Miami med sin missbrukande mamma. Chiron, som 10 år gammal, kallas "Little" lär känna Juan som är knarklangare. I andra delen handlar det om tonåringen Chiron. Chiron blir kär i sin jämnåriga barndomsvän Kevin. I skolan blir Chiron mobbad, och när han ger igen mot sin värsta plågoande blir påföljden ungdomsfängelse. I den tredje delen går Chiron under smeknamnet "Black" och är i tjugoårsåldern. Han är nu knarklangare i Atlanta, men återvänder till Miami för att åter ta kontakt med Kevin som nu arbetar som kock.

## Rollista
- Trevante Rhodes – Chiron som vuxen / "Black"
  - Ashton Sanders – Chiron som tonåring
  - Alex R. Hibbert – Chiron som barn / "Little"
- André Holland – Kevin som vuxen
  - Jharrel Jerome – Kevin som tonåring
  - Jaden Piner – Kevin som barn
- Janelle Monáe – Teresa
- Naomie Harris – Paula
- Mahershala Ali – Juan
- Patrick Decile – Terrel

## Mottagande
Filmen har fått en hel del rosade recensioner från kritiker och betraktas som en av de bästa filmerna från 2016. Moonlight möttes av oerhört positiva recensioner av kritiker, särskilt för skådespeleriet, regin, manuset, fotografin, ämnet och musiken. 
Vid Oscarsgalan 2017 belönades filmen med tre Oscars för Bästa film, Bästa manliga biroll till Mahershala Ali, och Bästa manus efter förlaga, och nominerades även för Bästa regi, Bästa kvinnliga biroll till Naomie Harris, Bästa filmmusik, Bästa foto och Bästa klippning. Vid Golden Globe-galan 2017 belönades filmen med Bästa film (drama) och var nominerad till fem andra priser. Vid BAFTA-galan 2017 var filmen nominerad till fyra priser, bland annat för Bästa film. Moonlight var också nominerad till en Guldbagge i kategorin Bästa utländska film 2018.
På Rotten Tomatoes har filmen ett medelbetyg på 98% baserat på recensioner. På Metacritic har filmen genomsnittsbetyget 99 av 100 baserat på recensioner.